# Eurovision Song CZ 2020
La terza edizione di Eurovision Song CZ si è tenuto il 3 febbraio 2020 e ha selezionato il rappresentante della Repubblica Ceca all'Eurovision Song Contest 2020 a Rotterdam.
Il vincitore è stato Benny Cristo con Kemama.

## Organizzazione

### Format
Eurovision Song CZ è il festival musicale che dal 2018 funge da metodo di selezione nazionale per la Repubblica Ceca all'Eurovision Song Contest. La terza edizione, come le precedenti, è stata organizzata dall'emittente nazionale Česká televize (ČT).
Contrariamente alle due edizioni precedenti, che non sono state trasmesse in televisione, Eurovision Song CZ 2020 era inizialmente stato pianificato come un programma televisivo tentativamente fissato per il 25 gennaio 2020. Tuttavia, in seguito alle dimissioni del capo della delegazione eurovisiva ceca Jan Frost Bors ad ottobre 2019, i piani sono stati abbandonati, ed è stato confermato che la selezione si sarebbe svolta nella stessa modalità delle precedenti, con la pubblicazione delle canzoni partecipanti a gennaio 2020, e il vincitore decretato da una combinazione di voto di una giuria internazionale di dieci persone e voto online del pubblico. Il vincitore è stato annunciato in live streaming il 3 febbraio 2020.

### Giuria
La giuria internazionale per Eurovision Song CZ 2020 è stata composta da:
- Australia – Isaiah Firebrace (Rappresentante dell'Australia all'Eurovision Song Contest 2017)
- Bulgaria – Kristian Kostov (Rappresentante della Bulgaria all'Eurovision Song Contest 2017)
- Estonia – Stig Rästa (Rappresentante dell'Estonia all'Eurovision Song Contest 2015, con Elina Born)
- Finlandia – Sebastian Rejman (Rappresentante della Finlandia all'Eurovision Song Contest 2019, con Darude)
- Grecia – Katerine Duska (Rappresentante della Grecia all'Eurovision Song Contest 2019)
- Malta – Michela Pace (Rappresentante di Malta all'Eurovision Song Contest 2019)
- Norvegia – Keiino (Rappresentanti della Norvegia all'Eurovision Song Contest 2019)
- Polonia – Kasia Moś (Rappresentante della Polonia all'Eurovision Song Contest 2017)
- Slovenia – Zala Kralj & Gašper Šantl (Rappresentanti della Slovenia all'Eurovision Song Contest 2019)
- Spagna – Miki Núñez (Rappresentante della Spagna all'Eurovision Song Contest 2019)

## Partecipanti e risultati
ČT ha ricevuto in totale 152 proposte, 72 delle quali provenienti da musicisti cechi. Dopo aver diffuso indizi sui partecipanti nei mesi precedenti alla competizione, l'emittente ha rivelato i nomi degli artisti partecipanti il 13 gennaio 2020. Benny Cristo ha vinto la selezione con la sua Kemama, arrivando secondo nel voto della giuria e primo nel voto del pubblico ceco.
| Artista           | Canzone                                | Autori                                                       | Giuria | Giuria | Pubblico | Totale | Posto |
| Artista           | Canzone                                | Autori                                                       | Voti   | Punti  | Pubblico | Totale | Posto |
| ----------------- | -------------------------------------- | ------------------------------------------------------------ | ------ | ------ | -------- | ------ | ----- |
| Barbora Mochowa   | White & Black Holes                    | Barbora Mochowa, Viliam Béreš, Tereza Frantová               | 87     | 12     | 2        | 14     | 3     |
| Benny Cristo      | Kemama                                 | Osama Verse-Atile, Ben Cristovao, Charles Sarpong, Rudy Ray  | 78     | 10     | 12       | 22     | 1     |
| Elis Mraz & Čis T | Wanna Be Like                          | Elis Mraz, Čis T                                             | 75     | 8      | 10       | 18     | 2     |
| Karelll           | At Least We Tried                      | Karel Peterka                                                | 67     | 6      | 4        | 10     | 5     |
| Olga Lounová      | Dark Water                             | Aleena Gibson, Ashley Dudokovich, Olga Lounová, Trevor Muzzy | 55     | 3      | 6        | 9      | 6     |
| Pam Rabbit        | Get Up                                 | Boris Carloff, Pamela Koky                                   | 67     | 6      | 3        | 9      | 7     |
| We All Poop       | All the Blood (Positive Song Actually) | Šimon Martínek, Michal Jiráň, Jakub Božek                    | 66     | 4      | 8        | 12     | 4     |